# Frankenhöhe
Die Frankenhöhe ist ein bis 554 m ü. NHN hoher Bergrücken in Bayern und Baden-Württemberg in Süddeutschland.

## Lage und Grenzen
Die Frankenhöhe liegt im Westen der Region Franken beiderseits der Grenze von Bayern im Osten (Landkreise Neustadt a.d.Aisch-Bad Windsheim und Ansbach) zu Baden-Württemberg im Westen (Schwäbisch Hall, Schnipsel im Ostalbkreis).
Der größere Teil liegt in Bayern, der deutlich kleinere baden-württembergische Anteil im Südwesten. Er umfasst den Südteil der sogenannten Crailsheimer Hardt, der sich in einem ostwärts sich ausbeulenden Bogen um die Stadt Crailsheim vom Traufanstieg der A 6 nordöstlich von Satteldorf im Norden bis zur Jagst bei Stimpfach im Süden legt, wo er in den Virngrund übergeht. Dazu kommt südöstlich davon das kleine Becken der oberen Zwergwörnitz bei Kreßberg.
Die Frankenhöhe, deren Hochfläche teilweise den Charakter eines Hügellands aufweist, liegt südlich des um einiges niedrigeren Steigerwalds, östlich der Hohenloher Ebene und nordöstlich der Ellwanger Berge und nicht ganz auf halber Strecke von Nürnberg nach Stuttgart östlich von Rothenburg.
Der Naturpark Frankenhöhe umfasst den Großteil der Frankenhöhe, jedoch nicht deren Süden; umgekehrt reicht er bei Rothenburg nach Westen und an der Sulzach nördlich Feuchtwangens weit über den Höhenzug hinaus.

## Naturräumliche Gliederung
Die Frankenhöhe stellt naturräumlich eine Haupteinheit (dreistellig) dar und gliedert sich wie folgt in Untereinheiten (Nachkommastellen); die nachgestellten Buchstaben nebst Namen in Anführungsstrichen bei den eigentlichen Höhenzügen entstammen nicht der naturräumlichen Gliederung und dienen der besseren Orientierung:
- (zum Südwestdeutschen Stufenland)
  - (zu 11 Fränkisches Keuper-Lias-Land)
    - 114 Frankenhöhe (653,3 km²)[2]
      - 114.0 Südliche Frankenhöhe
        - 114.00 Crailsheimer Hardt im weiteren Sinne, von Nord(ost) nach Süd(west):
          - 114.00a „Schillingsfürst-Wettringer Hardt“
          - 114.00b „Schnelldorfer Hardt“ (südlich der Straße Wettringen–Arzbach)
          - 114.00c „Kesselberg-Kreßberg-Rücken“ (südöstlich der Straße Schnelldorf–Ellrichshausen, nach Südosten gerichtet)
          - 114.00d Crailsheimer Hardt im engeren Sinne (wie in Karten eingezeichnet; mit der Ruhe als vom Norden nach Südosten ziehendem Querrücken)

        - 114.01 Zwergwörnitzbecken
        - 114.02 Wörnitzbecken
        - 114.03 Sulzachrandhöhen (westlich und nördlich der Sulzach)
          - 114.03a Nordöstliche Sulzachrandhöhen (links der Sulzach und nordöstlich einer Störung zwischen Schillingsfürst und Kloster Sulz)[6]
          - 114.03b Westliche Sulzachrandhöhen (nord-süd-gerichtet)

      - 114.1 Mittlere Frankenhöhe
        - 114.10 Rothenburger Hardt im weiteren Sinne, von Nord nach Süd:
          - 114.10a „Burgbernheimer Hardt“ (nördlich der Linie Nordenberg–Windelsbach)
          - 114.10b Rothenburger Hardt im engeren Sinne

        - 114.11 Erlbacher Becken (Austritt der Altmühl; Erlbach und Erlacher Bach, Oberlauf des Großen Aurachbachs)[7]
        - 114.12 Gastenfeld(en)er Becken[8] (am Hagenbach, deutlich oberhalb der Mündung in die Altmühl)
        - 114.13 Colmberger Becken (am obersten Oberlauf der Altmühl)
        - 114.14 Bucher Höhe (beiderseits der Altmühl, unterhalb 114.13, aber oberhalb 114.11)

      - 114.2 Nördliche Frankenhöhe
        - 114.20 Hohenecker Höhen
        - 114.21 Petersberg-Virnsberg-Höhen
        - 114.22 Colmberghöhen
          - 114.22a Nördliche Colmberghöhen (nördlich der Straße Oberhegenau–Gräfenbuch)
          - 114.22b Mittlere Colmberghöhen
          - 114.22c Südliche Colmberghöhen (südlich der Straße Colmberg–Zailach)

        - 114.23 Oberes Zenntal
        - 114.24 Oberes Rezattal
        - 114.25 Lehrberger Tallandschaft (Fränkische Rezat zwischen 114.24 und Ansbach)

Die Kernhöhenzüge des Nordostteils (114.2) sind, von Nord nach Süd, die von etwa Neustadt an der Aisch bis zur Talung der Zenn reichenden Hohenecker Höhen (114.20), die Petersberg-Virnsberg-Höhen (114.21) zwischen Zenn und Fränkischer Rezat und die Colmberghöhen (114.22) an der Wasserscheide zwischen der Rezat oberhalb Ansbachs und der Altmühl oberhalb Leutershausens und somit an der Europäischen Hauptwasserscheide.
Die Wasserscheide verläuft von hier in Richtung Nordwesten, wo sie den äußersten Norden der Rothenburger Hardt im weiteren Sinne (114.10), Kernhöhenzug des Mittelteils (114.1) trifft. Dieser Höhenzug verläuft nebst Wasserscheide jedoch nur kurz nach Nordwesten und ändert dann seine Richtung in Südsüdost, wo er den namensgebenden Ort Rothenburg ob der Tauber östlich flankiert. Zwischen den Süden der Colmberghöhen und die Rothenburger Hardt schiebt sich, beiderseits der Altmühl, die Bucher Höhe (114.14), die zu den Colmberghöhen hin allmählich abflacht, jedoch im Westen unmittelbar östlich der Rothenburger Hardt an einer steilen Flanke abbricht. Geologisch ist die Grenze zu den Colmberghöhen eine hercynisch, das heißt nach Südosten verlaufende Störung.
Bei Schillingsfürst wird die Rothenburger Hardt an der Hauptwasserscheide von der Crailsheimer Hardt im weiteren Sinne (114.00) abgelöst. Diese ist gegenüber der Rothenburger etwas nach Südosten versetzt und hat im Nordteil in etwa die Struktur eines Kammes, der immer wieder seine Richtung rechtwinkelig von Südwest nach Südost ändert. Einige Nebenkämme zweigen vom der Wasserscheide folgenden Hauptkamm aus nach Südosten ab; deren längstem folgt die Landesgrenze zwischen Bayern und Baden-Württemberg („Kesselberg-Kreßberg-Rücken“). Im südlicheren Teil (Crailsheimer Hardt im engeren Sinne) wird schließlich die Stadt Crailsheim östlich und südöstlich einrahmt, bis der Rücken schließlich zur Jagst hin abflacht. Östlich fast parallel zur Crailsheimer Hardt, jedoch recht regelmäßig nach Süden gerichtet, verlaufen zwischen der Wörnitz im Westen und der Sulzach im Osten die Sulzachrandhöhen (114.03), die bis südwestlich Feuchtwangens reichen.

## Geologie
Geologisch gesehen gehört die Frankenhöhe zum Keuperbergland, welches sich sowohl durch das Fränkische Keuper-Lias-Land als auch durch das südwestlich angrenzende Schwäbische Keuper-Lias-Land zieht und von den Liasländern umsäumt wird. Seine nördliche Fortsetzung stellt der bis 499 m hohe Steigerwald dar, der sich jenseits des Mains in den Haßbergen (bis 512 m) fortsetzt. Seine südliche Fortsetzung, die Schwäbisch-Fränkischen Waldberge, ziehen sich von der Nahtstelle ausgehend in der Hauptsache nach Westen und erreichen mit bis zu 586 Metern noch etwas mehr an absoluter Höhe.
An der Westseite weist die Frankenhöhe einen markanten Steilabfall (auch Trauf genannt) auf und läuft nach Osten hin flach aus. Die dominierende Gesteinsart ist (Keuper-)Sandstein, die Böden sind vergleichsweise sandig. Ehemalige Steinbrüche wie der in Obergailnau bei Wettringen zeugen von der früheren Bedeutung dieses Gesteins für den Hausbau in der Region.

## Flora
Im Westen ist die Frankenhöhe von Mischwäldern mit Eichen, Buchen und Tannen geprägt. Gegen Osten hin nehmen reine Fichten- und Kiefernbestände zu. Daneben finden sich auch noch urtümliche Bewirtschaftungsformen wie z. B. die einst mit Vieh beweideten Hutewälder, Streuobstwiesen und Wacholderheiden. Letztere weisen den aufgrund seiner Artenvielfalt bedeutsamen Magerrasen auf, wie etwa im Naturschutzgebiet Wacholderberg-Geigerswasen östlich von Crailsheim. Am Trauf der nördlichen Frankenhöhe wird Weinbau betrieben.

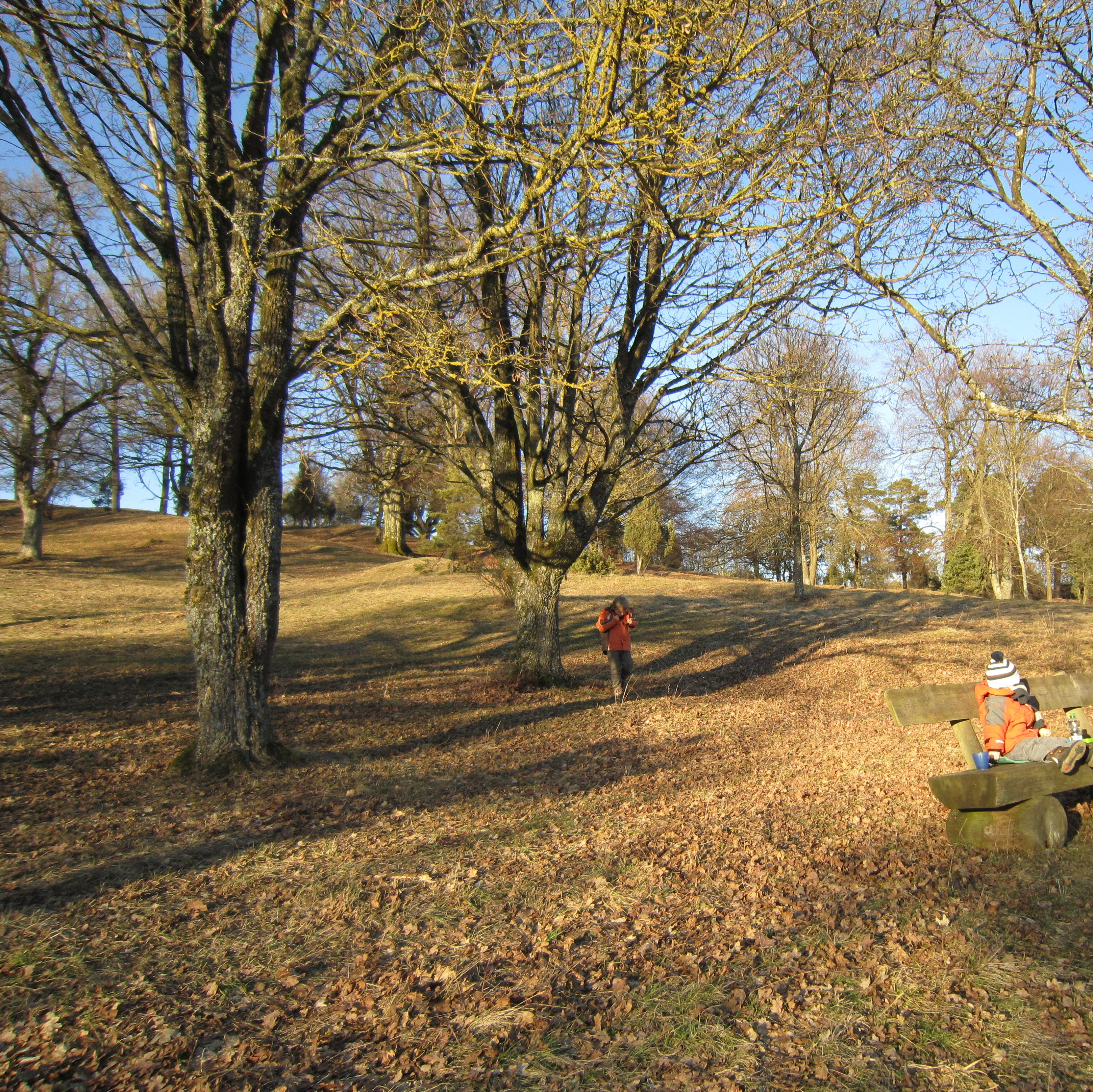
Hutewald östlich von Crailsheim
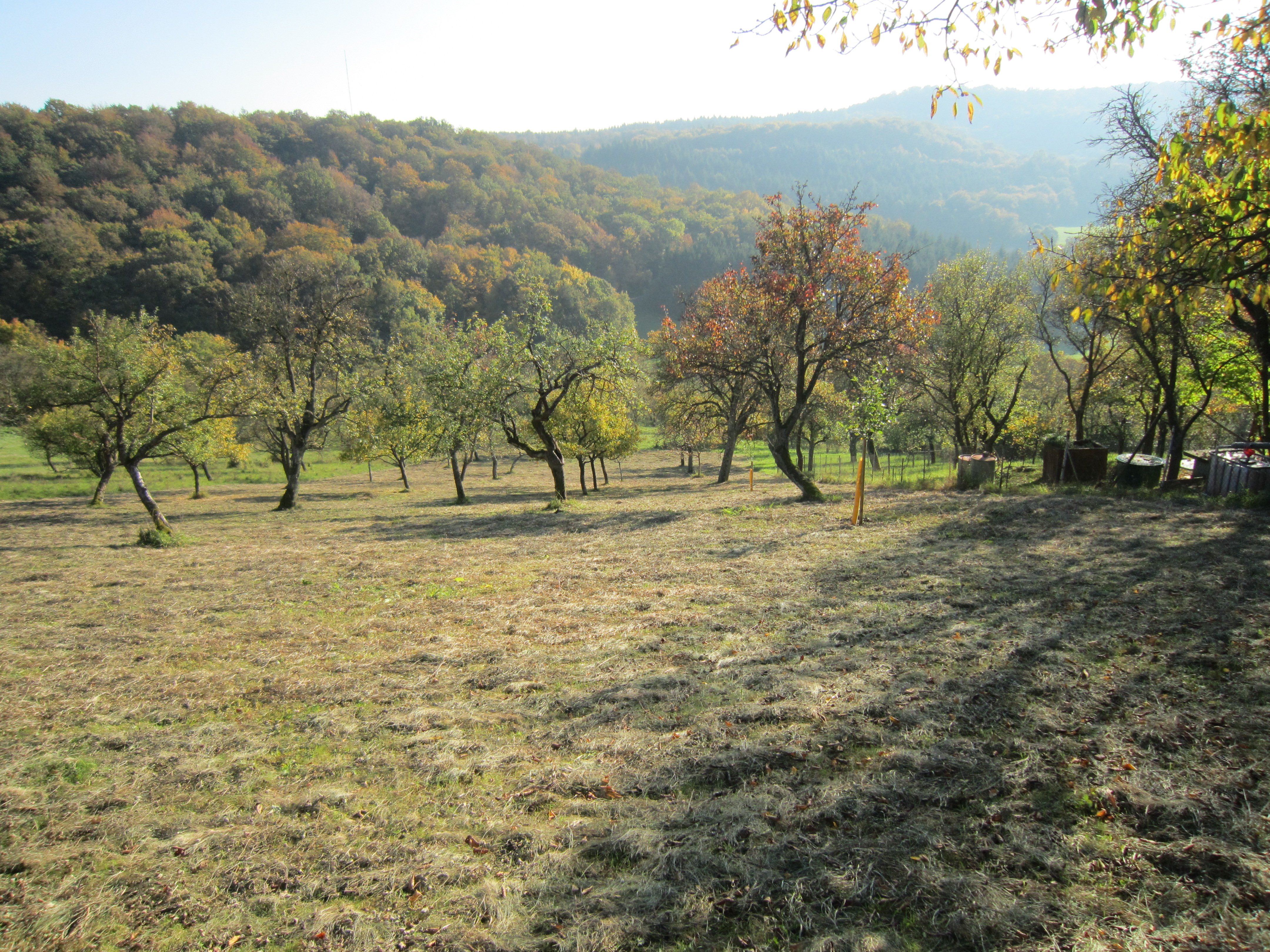
Streuobstwiese am Petersberg bei Marktbergel
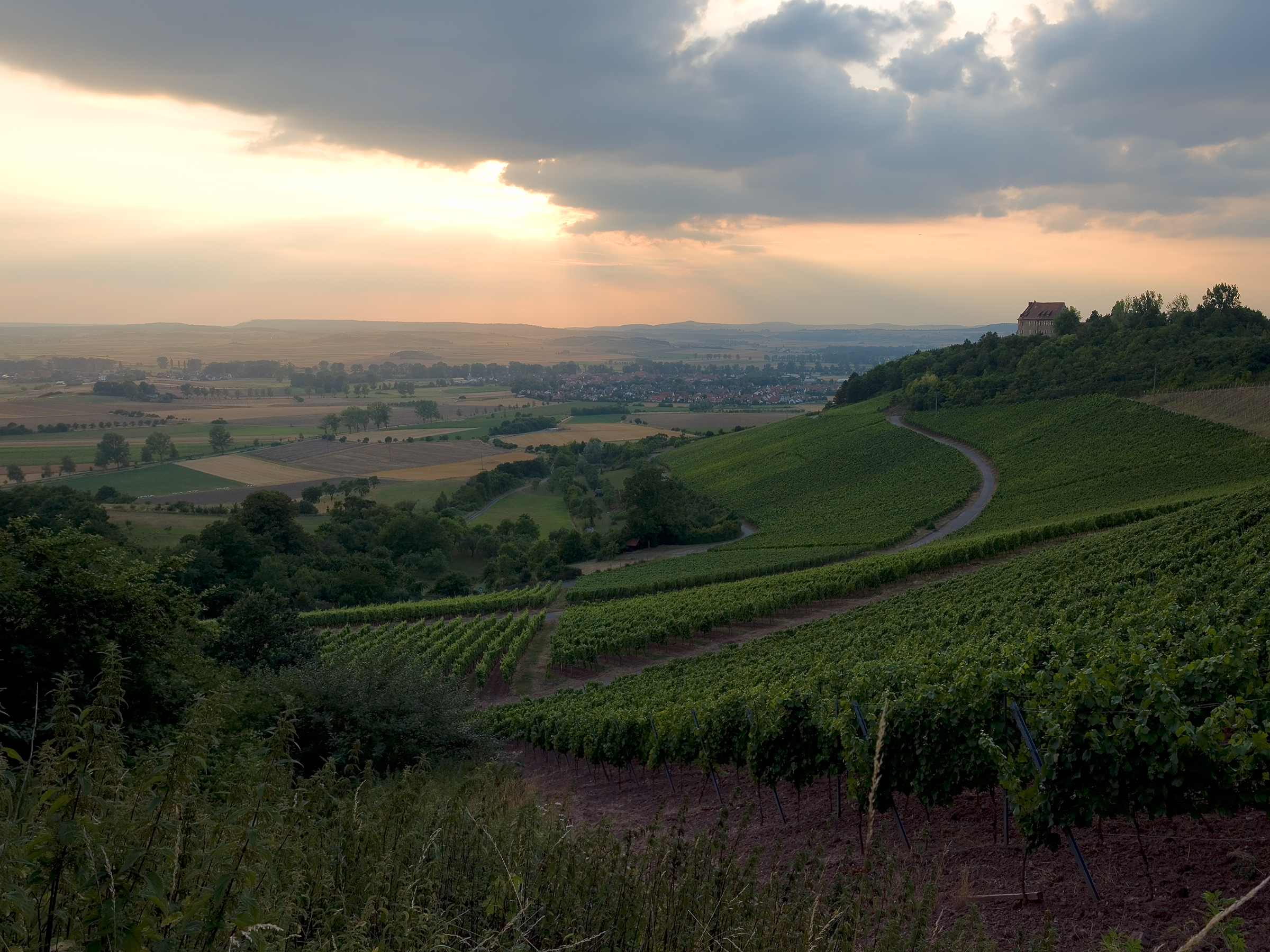
Weinbau an der nördlichen Frankenhöhe bei Ipsheim. Blick auf Burg Hoheneck.

## Berge
Folgende Gipfel und Berge gehören zur Haupteinheit Frankenhöhe (Nummern auf 114) oder stehen in Bezug zu ihr (Höhen über NHN):
| Name                                               | Höhe  | Lage zu Ort  | Ort                                        | Lage zu Naturraum              | Naturraum                                 | Nr.     | Flussgebiete                |
| -------------------------------------------------- | ----- | ------------ | ------------------------------------------ | ------------------------------ | ----------------------------------------- | ------- | --------------------------- |
| Hornberg                                           | 554,0 | nördlich     | ASS Schnelldorf                            | Westtrauf                      | „Schnelldorfer Hardt“                     | 114.00b |                             |
| Birkenberg                                         | 547,2 | westlich     | ASS Schnelldorf                            | Westtrauf                      | „Schnelldorfer Hardt“                     | 114.00b | Ampfrach                    |
| Grüber Ranken                                      | 545,8 | südwestlich  | Wettringen-Grüb                            | Westtrauf                      | „Schnelldorfer Hardt“                     | 114.00b | Waldhausener Mühlbach       |
| Wölfleinsberg                                      | 544,8 | nordöstlich  | Wettringen-Obergailnau                     | Westtrauf                      | „Schillingsfürst-Wettringer Hardt“        | 114.00a |                             |
| Gailnauer Berg                                     | 543,0 | südlich      | Wettringen-Obergailnau                     | Westtrauf                      | „Schillingsfürst-Wettringer Hardt“        | 114.00a |                             |
| Anhöhe nordöstlich des Galgenbergs                 | 542,4 | südlich      | Schillingsfürst                            | äußerster Norden               | Sulzachrandhöhen (westliche)              | 114.03b | Wörnitz/Sulzach             |
| Anhöhe südlich der A 7                             | 539,9 | nordwestlich | Schnelldorf                                | Westtrauf                      | „Schnelldorfer Hardt“                     | 114.00b | Ampfrach                    |
| Kesselberg                                         | 538   | südlich      | Schnelldorf                                | Westtrauf                      | „Kesselberg-Kreßberg-Rücken“              | 114.00c |                             |
| Klosterberg                                        | 537   | nordöstlich  | Dombühl-Kloster Sulz                       | Südosten                       | Sulzachrandhöhen (nordöstliche)           | 114.03a | Sulzach                     |
| Roter Berg                                         | 535,3 | südöstlich   | Satteldorf-Ellrichshausen                  | Westtrauf                      | Crailsheimer Hardt i. e. S.               | 114.00d | Zwergwörnitz                |
| Simonsberg                                         | 534,7 | westlich     | Schnelldorf                                | Westtrauf                      | „Schnelldorfer Hardt“                     | 114.00b | Ampfrach                    |
| Kellerberg                                         | 534,1 | östlich      | Wörnitz                                    | Norden                         | Sulzachrandhöhen (westliche)              | 114.03b | Wörnitz/Sulzach             |
| Sandberg                                           | 533,8 | östlich      | Colmberg-Poppenbach                        | Südwesten                      | Colmberghöhen (nördliche)                 | 114.22a | Altmühl/Fränkische Rezat    |
| Schloßberg                                         | 533,5 | nordöstlich  | Schnelldorf-Oberampfrach                   |                                | „Schnelldorfer Hardt“                     | 114.00b | Wörnitz/Ampfrach            |
| Pechberg/Beegberg                                  | 532,2 | nordöstlich  | Satteldorf-Beeghof                         | Westtrauf                      | „Kesselberg-Kreßberg-Rücken“              | 114.00c |                             |
| Wühlberg                                           | 530,7 | südöstlich   | Diebach-Oberoestheim                       | Westtrauf                      | „Schillingsfürst-Wettringer Hardt“        | 114.00a |                             |
| Eichelberg                                         | 530,1 | südwestlich  | Schillingsfürst                            | Westtrauf                      | „Schillingsfürst-Wettringer Hardt“        | 114.00a |                             |
| Bergmann                                           | 530,1 | östlich      | Schnelldorf-Oberampfrach                   |                                | „Schnelldorfer Hardt“                     | 114.00b | Wörnitz/Ampfrach            |
| Büttelberg                                         | 530   | südlich      | Marktbergel                                | äußerster südlicher Osten      | „Burgbernheimer Hardt“                    | 114.10a |                             |
| Vetschenberg                                       | 529,2 | südlich      | Schillingsfürst                            |                                | Sulzachrandhöhen (westliche)              | 114.03b | Wörnitz                     |
| Ruhe                                               | 528,4 | nördlich von | Kreßberg                                   |                                | Crailsheimer Hardt i. e. S.               | 114.00d | Zwergwörnitz                |
| Ulrichshausener Berg                               | 528,3 | südöstlich   | Wörnitz-Ulrichshausen                      | Westrand                       | Sulzachrandhöhen (westliche)              | 114.03b | Wörnitz                     |
| Schulzenhöhe                                       | 528,0 | östlich      | Colmberg                                   | Südwestrand                    | Colmberghöhen (mittlere)                  | 114.22b | Altmühl/Fränkische Rezat    |
| Kreßberg                                           | 528   | nordöstlich  | Burg Hohenkressberg                        |                                | „Kesselberg-Kreßberg-Rücken“              | 114.00c | Zwergwörnitz/Wörnitz        |
| Mühlberg                                           | 526,9 | östlich      | Feuchtwangen-Ungetsheim                    |                                | Sulzachrandhöhen (westliche)              | 114.03b | Wörnitz/Sulzach             |
| Deutscher Bühl                                     | 526,5 | nördlich     | Lehrberg-Obersulzbach                      | Süden                          | Colmberghöhen (nördliche)                 | 114.22a | Altmühl/Fränkische Rezat    |
| Namenlose Anhöhe auf der Kohlplatte                | 525   | nördlich     | Schillingsfürst-Faulenberg                 | östlicher Süden                | Rothenburger Hardt i. e. S.               | 114.10b |                             |
| Schäfersberg                                       | 523   | südlich      | Geslau-Aidenau                             | Osten, gegenüber dem Ameisberg | Rothenburger Hardt i. e. S.               | 114.10b |                             |
| Horn                                               | 522,8 | nordöstlich  | Leutershausen-Oberramstadt                 | Nordwesten                     | Colmberghöhen (südliche)                  | 114.22c | Altmühl/Fränkische Rezat    |
| Straubenberg                                       | 522,2 | südwestlich  | Dombühl                                    |                                | Sulzachrandhöhen (westliche)              | 114.03b | Wörnitz/Sulzach             |
| Steinberg                                          | 521,3 | südwestlich  | Feuchtwangen-Oberransbach                  | Süden                          | Sulzachrandhöhen (westliche)              | 114.03b |                             |
| Burghartsleite                                     | 521,2 | südlich      | Marktbergel                                | Nordtrauf                      | „Burgbernheimer Hardt“                    | 114.10a |                             |
| Thierschingberg                                    | 520,5 | westlich     | Dombühl-Binsenweiler                       | Osthang                        | Sulzachrandhöhen (westliche)              | 114.03b | Sulzach                     |
| Schloßberg                                         | 519,7 | südöstlich   | Feuchtwangen-Zischendorf                   | Westrand                       | Sulzachrandhöhen                          | 114.03b | Wörnitz                     |
| Klosterberg                                        | 518,3 | nördlich     | Aurach-Vehlberg                            | äußerster Südosten             | Sulzachrandhöhen (nordöstliche)           | 114.03a | Sulzach                     |
| Laubersberg                                        | 517   | nördlich     | Diebach-Wolfsau                            | Westtrauf, Süden               | Rothenburger Hardt i. e. S.               | 114.10b |                             |
| Heuberg                                            | 516,6 | südöstlich   | Leutershausen-Oberramstadt                 | Westen                         | Colmberghöhen (südliche)                  | 114.22c | Altmühl                     |
| Hohe Leite                                         | 515,3 | nordöstlich  | Steinsfeld-Urphershofen                    | Nordwesttrauf                  | „Burgbernheimer Hardt“                    | 114.10a |                             |
| Rehbügel                                           | 514,3 | nördlich     | Windelsbach-Nordenberg                     | Westtrauf, äißerster Südwesten | „Burgbernheimer Hardt“                    | 114.10a |                             |
| Oberer First                                       | 513,6 | südlich      | Traisdorf                                  | Westen (Nahtstelle)            | Sulzachrandhöhen (nordöstliche)           | 114.03a | Erlbach/Hagenbach           |
| Roter Berg                                         | 513,2 | südöstlich   | zwischen Leutershausen (W) und Ansbach (O) | äußerster Süden                | Colmberghöhen (südliche)                  | 114.22c | Altmühl/Fränkische Rezat    |
| Namenlose Anhöhe auf der Straße Diebach–Faulenberg | 512   | westlich     | Schillingsfürst-Faulenberg                 | Westtrauf; äußerster Süden     | Rothenburger Hardt i. e. S.               | 114.10b |                             |
| Ameisberg                                          | 510   | nördlich     | Buch am Wald-Morlitzwinden                 | äußerster Nordwesten           | Bucher Höhe (Westteil)                    | 114.14  | Altmühl                     |
| Felberg                                            | 508,2 | südwestlich  | Virnsberg                                  |                                | Petersberg-Virnsberg-Höhen                | 114.21  | Fränkische Rezat (l)/Bibert |
| Namenlose Anhöhe im Birkach                        | 507,7 | westlich     | Virnsberg                                  |                                | Petersberg-Virnsberg-Höhen                | 114.21  | Fränkische Rezat (l)        |
| Unterer First                                      | 507   | nördlich     | Schillingsfürst-Neureuth                   | Nordosten                      | Sulzachrandhöhen (nordöstliche)           | 114.03a | Erlbach/Hagenbach           |
| Namenlose Anhöhe im südlichen Vogelbachwald        | 504,8 | westlich     | Windelsbach-Linden                         | Westtrauf; Norden              | Rothenburger Hardt i. e. S.               | 114.10b |                             |
| Sandbuck                                           | 504,3 | östlich      | Feuchtwangen-Heiligenkreuz                 | Süden                          | Sulzachrandhöhen (westliche)              | 114.03b |                             |
| Petersberg                                         | 504   | südöstlich   | Marktbergel                                | Nordwesttrauf                  | Petersberg-Virnsberg-Höhen                | 114.21  |                             |
| Fichtenleiten                                      | 503,8 | nordwestlich | Lehrberg                                   | Südosten                       | Colmberghöhen (mittlere)                  | 114.22b | Fränkische Rezat            |
| Schwander Berg                                     | 503,6 | westlich     | Leutershausen-Schwand                      | Ostgrat                        | Sulzachrandhöhen (nordöstliche)           | 114.03a | Altmühl                     |
| Lerchenberg                                        | 503,2 | östlich      | Oberdachstetten                            |                                | Petersberg-Virnsberg-Höhen                | 114.21  | Fränkische Rezat (l)        |
| Eichbuck                                           | 502,9 | östlich      | Marktbergel                                | Nordwesttrauf                  | Petersberg-Virnsberg-Höhen                | 114.21  |                             |
| Ramholz                                            | 501,6 | nördlich     | Wettringen                                 | nordwestlicher Zeugenberg      | Rothberg-Ramholz-Rücken, Hohenloher Ebene | 127.90  |                             |
| Namenlose Anhöhe am Südtrauf                       | 501,3 | südlich      | Schillingsfürst-Faulenberg                 | Südtrauf; äußerster Süden      | Rothenburger Hardt i. e. S.               | 114.10b |                             |
| Breithart                                          | 499,8 | südlich      | Burgbernheim                               | Nordtrauf                      | „Burgbernheimer Hardt“                    | 114.10a |                             |
| Steinberg                                          | 499,5 | nördlich     | Leutershausen-Steinberg                    | Zeugenberg im Norden           | Erlbacher Becken                          | 114.11  | Erlbach                     |
| Rothberg                                           | 499,3 | westlich     | Wettringen                                 | nordwestlicher Zeugenberg      | Rothberg-Ramholz-Rücken, Hohenloher Ebene | 127.90  |                             |
| Schloßberg                                         | 498   | südöstlich   | Neusitz                                    | Westtrauf                      | Rothenburger Hardt i. e. S.               | 114.10b |                             |
| Pfannenberg                                        | 496,2 | nordwestlich | Weipertshofen                              | Südwestsporn                   | Crailsheimer Hardt i. e. S.               | 114.00d |                             |
| Schloßberg                                         | 495   | südwestlich  | Burgbernheim                               | Nordtrauf                      | „Burgbernheimer Hardt“                    | 114.10a |                             |
| Büchelberg                                         | 491,9 | südwestlich  | Leutershausen-Steinberg                    | Zeugenberg am Ostrand          | Erlbacher Becken                          | 114.11  | Erlbach                     |
| Spielberg                                          | 488,3 | nördlich     | Colmberg-Auerbach (Colmberg)               | Nordosten                      | Bucher Höhe (Ostteil)                     | 114.14  | Altmühl                     |
| Hinterhöfer Holz                                   | 487,8 | westlich     | Schopfloch                                 |                                | „Kesselberg-Kreßberg-Rücken“              | 114.00c | Zwergwörnitz/Wörnitz        |
| Endseer Berg                                       | 471,2 | südlich      | Steinsfeld-Endsee                          | nordwestlicher Zeugenberg      | Hohenloher Ebene                          | 127.72  |                             |
| Namenlose Anhöhe im Birkenschlag                   | 464,9 | nördlich     | Obernzenn-Rappenau                         |                                | Hohenecker Höhen                          | 114.20  | Zenn (l)                    |
| Schloßberg                                         | 462,7 | südöstlich   | Bad Windsheim-Ickelheim                    |                                | Hohenecker Höhen                          | 114.20  | Zenn (l)/Aisch              |

## Fließgewässer
Die Frankenhöhe umfasst einen großen Teil der spornartig nach Nordwesten ragenden Restausbuchtung des zur Donau orientierten Entwässerungssystems, die beim Vordringen der rheinischen Erosion vor allem durch Flussumkehr und -anzapfung im Fränkischen dem Schwarzmeerzufluss verblieben ist. In der alten ungefähr südöstlichen Abflussrichtung laufen im südlichen Westteil des Naturraums die Wörnitz, parallel zu dieser im nächsten Tal dann deren großer Zufluss Sulzach, beide entspringen bei Schillingsfürst und ziehen im Naturraum zunächst südlich. Der größte und längste Fluss im donauwärts entwässerndem Teil von diesem ist die noch ein Tal weiter östlicher ab dessen Nordwestspitze bei Burgbernheim strikt südöstlich laufende Altmühl. Der Altmühl münden noch aus dem Naturraum von Westen her der Kreuthbach, der Hagenbach und der Erlbacher Mühlbach zu, ehe sie ihn über die Linie zwischen Leutershausen und Ansbach verlässt.
Alle übrigen bedeutenderen Gewässer der Frankenhöhe und ihres Vorlandes laufen dem Rhein zu, entweder in vergleichsweise kurzem Lauf über Nebenflüsse des Neckars im Westen, wo deshalb die durch tiefe und nahe Basis stärkere Erosion im Bereich des Stufenrands vom Keuperbergland zur davor liegenden Muschelkalklandschaft der Hohenloher Ebene einen scharfen Trauf geschaffen hat, oder an der Ostseite in fortschreitend längerem Bogen nach Nordosten, Osten und sogar Südosten über Regnitz und den danach westwärts laufenden Main.
An ihrer Westseite fließt im Süden die Jagst dicht vor der Naturraumgrenze nach Norden und wendet sich dann bald, nachdem die Grenze am Rande der Crailsheimer Bucht zum Trauf geworden ist, nach Nordwesten ab. Ihr laufen danach von diesem her nur kurze und kleine Nebenflüsse zu, größtenteils durch das Vorland. Etwas weiter nördlich entsteht nämlich am Fuß des Stufenrands schon die in sehr direktem Lauf meist nordwärts zum Main fließende Tauber, die erst ein Stück weit unterhalb von Rothenburg ob der Tauber, wo sie von dem inzwischen nordnordöstlich ziehende Trauf einen Abstand von noch immer unter 10 Kilometern erreicht hat, sich für eine gewisse Strecke nach Nordwesten abwendet; auch auf dem Abschnitt bis hierher gibt es deshalb nur unbedeutende Gewässer am tauberseitigen Trauf.
Bei Burgbernheim springt die Stufenkante der Frankenhöhe etwa zehn Kilometer weit nach Osten ein und zieht danach nach Nordosten. Nördlich vor der hier anfangs noch stark ausgeprägten Stufenkante liegt die Windsheimer Bucht. In ihr entsteht die Aisch, die sich auch aus der dicht an der Altmühlquelle entstehenden Ens und einigen anderen kleinen Zuflüsse von der Frankenhöhe her speist, nordöstlich zur unteren Regnitz läuft und dabei die Frankenhöhe auf ihrer Rechten vom Steigerwald auf ihrer Linken scheidet. Die Mittlere Aurach entsteht im Hohenecker Forst östlich von Bad Windsheim auf hier schon deutlich niedrigerer Höhe und fließt in ungefähr östlichem Lauf bald aus dem Naturraum aus und der Regnitz auf deren Mittellauf zu. Die längere Zenn entspringt südlich von Bad Windsheim auf der Frankenhöhe und läuft aurachparallel zur oberen Regnitz. Die Bibert läuft ihr etwas südlich parallel zur Rednitz, sie entsteht östlich vor der Naturraumgrenze und entwässert nur unbedeutende Anteile von ihr.
Die Fränkische Rezat entspringt bei Marktbergel im Hohen Steig zwischen Altmühl- und Zennquelle auf der hier noch markanten Stufenkante zur Windsheimer Bucht hinab. Sie ist – hydrologisch gesehen – der Quellfluss der Rednitz/Regnitz und damit streng genommen auch des Mains und fließt fast auf ihrem ganzen Lauf in alter Richtung bis zu ihrem Anzapfungsknie weit außerhalb des Naturraums im Südosten. Sie verlässt etwa bei Ansbach die Frankenhöhe und hat nur kurze rechte Zuflüsse vom niedrigen Bergrücken zwischen ihrem und dem nahen Tal der Altmühl zu ihrer Rechten.

## Geschichte
Zur Zeit Karls des Großen zählte das Gebiet zum Virngrund bzw. vircunnia. Der Name Virngrund leitet sich vermutlich vom althochdeutschen fergunna her, was so viel wie „Gebirge“ bedeutet. Im frühen Mittelalter wurde die Bezeichnung Virngrund auch für einen großen Teil des Gebiets im Bereich der Flusstäler von Jagst, Wörnitz, Altmühl und Fränkischer Rezat verwendet. Ein Diplom Karls des Großen für Ansbach vom 29. März 768 bezeichnet dieses Gebiet als Vircunnia (infra Ualdo, qui vocatur Vircunnia). Eine nördlich von Ansbach gelegene Burg trägt den Namen Virnsberg.

In der Urkunde zur Festlegung der Grenzen des Wildbannes durch Kaiser Otto III. vom 1. Mai 1000 wird ein Großteil der Fläche der Frankenhöhe in dieser Grenzbeschreibung umrissen. Der Kaiser verleiht Bischof Heinrich von Würzburg den Wildbann über den zum castellum Bernheim und Villa Liuthereshusun gehörenden Forst.
Von Burgbernheim ausgehend, läuft die etwa 90 km lange Grenze über Galemaresgarden, Alberichsdale (in der Gemarkung Einigenouua), in die Gemarkung Cnonoldespah, von da nach Haginouua, Draitesdorph in ganz gerader Richtung zum Breitenbrunnen (?) hin, dem Alt-Weg, der oben auf dem Xillingesfirst verläuft folgend zur Perenuuarda (?), weiter bis Bortenberg, über den Echinenberg (Eichelberg), von da über einen bestimmten Abstieg (Heusteige?) zu dem Bach Uracha (kleine Aurach) bis zur Altmuna, nach Ramesgarten, Urbruch, von hier über den Berg Eichineberg zum Dorf Ueldun, wieder zur Altmuna und dann nach Brungeresfeldun, Uuilere (Weiler), Nenthereshusun (abgegangen), von da auf direktem Weg zum Berg Hirzperg (Irsberg), von hier nach Perenwigshouun, von da wiederum nach Galemaresgarden.
Dieses Jagdgebiet wurde von Würzburg beansprucht und wird in alten Landkarten würzburgischer Provenienz als Pernheimer Wald bezeichnet. "Bernheimer Wald" kann als Ursprungsbezeichnung für die, erst später so benannte, Frankenhöhe angesehen werden.

## Verkehr
Die Frankenhöhe wird von den Autobahnen A 6 und A 7 durchzogen, die sich am Autobahnkreuz Feuchtwangen/Crailsheim in der Talmulde der Wörnitz treffen. Die bekannte Steigenstrecke der A 6 nach der Anschlussstelle Crailsheim noch in der vorgelagerten Hohenloher Ebene hinauf zum Westtrauf zeigt deutlich die morphologische Grenze. Ein Rasthof an der A 6 etwa 10 km östlich des Kreuzes ist nach der Landschaft benannt.
Durch die Frankenhöhe führt die Bahnstrecke Nürnberg–Crailsheim mit Bahnhöfen in Dombühl, Schnelldorf und Crailsheim. Von Dombühl führt die Bahnstrecke Nördlingen–Dombühl nach Süden, die inzwischen stillgelegt wurde. Es gibt Pläne für eine Reaktivierung des Personenverkehrs. Mit Vehlberg, Dorfgütingen und Feuchtwangen kämen weitere Haltestellen in der Frankenhöhe hinzu. Bis 1971 zweigte in Dombühl die Bahnstrecke Steinach bei Rothenburg–Dombühl nach Norden ab. Diese ist zwischen Dombühl und Rothenburg ob der Tauber stillgelegt, die Gleise sind abgebaut. Die Strecke wird teilweise für einen Radweg genutzt.
Der noch aktive Streckenabschnitt ab Rothenburg ob der Tauber verläuft unterhalb der Frankenhöhe nach Nordosten bis nach Steinach. Dort trifft er auf die Bahnstrecke Treuchtlingen–Würzburg, die an der Nordseite der Frankenhöhe entlang führt. In Richtung Treuchtlingen erklimmt die Bahn ab Steinach mit Halt in Burgbernheim-Wildbad die Nordtrauf bis zum Halt Oberdachstetten und fährt das Rezat-Tal entlang wieder hinab bis Ansbach.
Ebenfalls in Steinach zweigt die Nebenbahn nach Bad Windsheim ab. Die Strecke verläuft im Aisch-Tal unterhalb der Frankenhöhe in östliche Richtung.

## Wanderwege
Der Fernwanderweg Europäische Wasserscheide verläuft von Ansbach nach Schnelldorf in großem Bogen durch die Frankenhöhe. Der Frankenhöhe-Weg durchquert sie von Nord (Steinach) nach Süd (Feuchtwangen).
Weitere Fernwanderwege in der Frankenhöhe sind der Fränkische Jakobsweg von Prag nach Rothenburg ob der Tauber, die Magnificat-Route des Fränkischen Marienweg, der Wanderweg Romantische Straße und der Jean-Haagen- sowie der Zollernweg.
Zusätzlich gibt es weitere regionale und lokale Wanderwege.

## Ortschaften der Frankenhöhe

### Südliche Frankenhöhe
- Schillingsfürst ohne Ortsteile Neuweiler, Obermühle, Wohnbach und Thiergartenhof
- Wettringen: Ortsteile Obergailnau, Grüb
- Schnelldorf ohne Ortsteile Theuerbronn, Gailroth und Leitsweiler,
- Satteldorf: Ortsteile Simonsberg, Volkershausen, Beeghof und Horschhausen
- Kreßberg ohne Ortsteile Bergbronn, Vehlenberg, Ruppersbach, Schönbronn, Bräunersberg und Gaisbühl
- Crailsheim: Ortsteile Alexandersreut, Burgbergsiedlung (Neubausiedlung), Eichelberg, Käsbach, Lohr, Ofenbach, Wegses,
- Stimpfach: Ortsteile Siglershofen und Weipertshofen
- Feuchtwangen: Ortsteile Oberhinterhof, Unterhinterhof, Heiligenkreuz, Höfstetten, Tribur, Mosbach, Kühnhardt am Schlegel, Seiderzell, Reichenbach, Bergnerzell, Oberransbach, Bieberbach, Sperbersbach, Ungetsheim, Gehrenberg, Breitenau, Zumhaus, Ratzendorf, Zischendorf, Ratzendorf
- Wörnitz
- Dombühl: Ortsteile Ziegelhaus und Kloster Sulz

### Mittlere Frankenhöhe
- Burgbernheim: Ortsteile Wildbad und Siedlung Erlach
- Steinsfeld: Ortsteil Urphershofen
- Windelsbach: Ortsteile Obernordenberg, Linden und Karrachmühle
- Neusitz: Ortsteile: Wachsenberg und Södelbronn
- Gebsattel: Ortsteile Wildenhof und Speierhof
- Geslau: Ortsteile Oberbreitenau, Unterbreitenau
- Buch am Wald ohne Hauptort und Ortsteile Berbersbach und Morlitzwinden
- Leutershausen: Ortsteil Steinbächlein

### Nördliche Frankenhöhe
- Marktbergel: Ortsteile Munasiedlung und Ermetzhof
- Ipsheim: Ortsteile Weimersheim, Hoheneck, Eichelberg und Eichelberg
- Dietersheim: Ortsteile Walddachsbach, Beerbach, Unterroßbach und Pechhütte
- Markt Erlbach: Ortsteile Rimbach, Klausaurach, Linden, Hagenhofen, Pilsenmühle, Altziegenrück, Altselingsbach, Wilhelmsgreuth und Jobstgreuth
- Neuhof an der Zenn: Ortsteile Neuselingsbach und Vockenroth
- Trautskirchen ohne Ortsteile Einersdorf, Stöckach und Dagenbach
- Obernzenn ohne Ortsteil Wimmelbach
- Flachslanden: Ortsteile Sondernohe, Kemmathen, Boxau, Virnsberg, Wippenau und Rosenbach
- Oberdachstetten
- Lehrberg ohne Ortsteile Ballstadt, Brünst, Schmalach, Wüstendorf, Röshof, Kühndorf, Bushlsbach und Dauersmühle
- Ansbach: Ortsteile Neuses bei Ansbach, Wasserzell, Steinersdorf, Neudorf und Dornberg
- Leutershausen: Ortsteile Hinterholz, Tiefenthal und Neunkirchen bei Leutershausen
- Colmberg